# Estriade

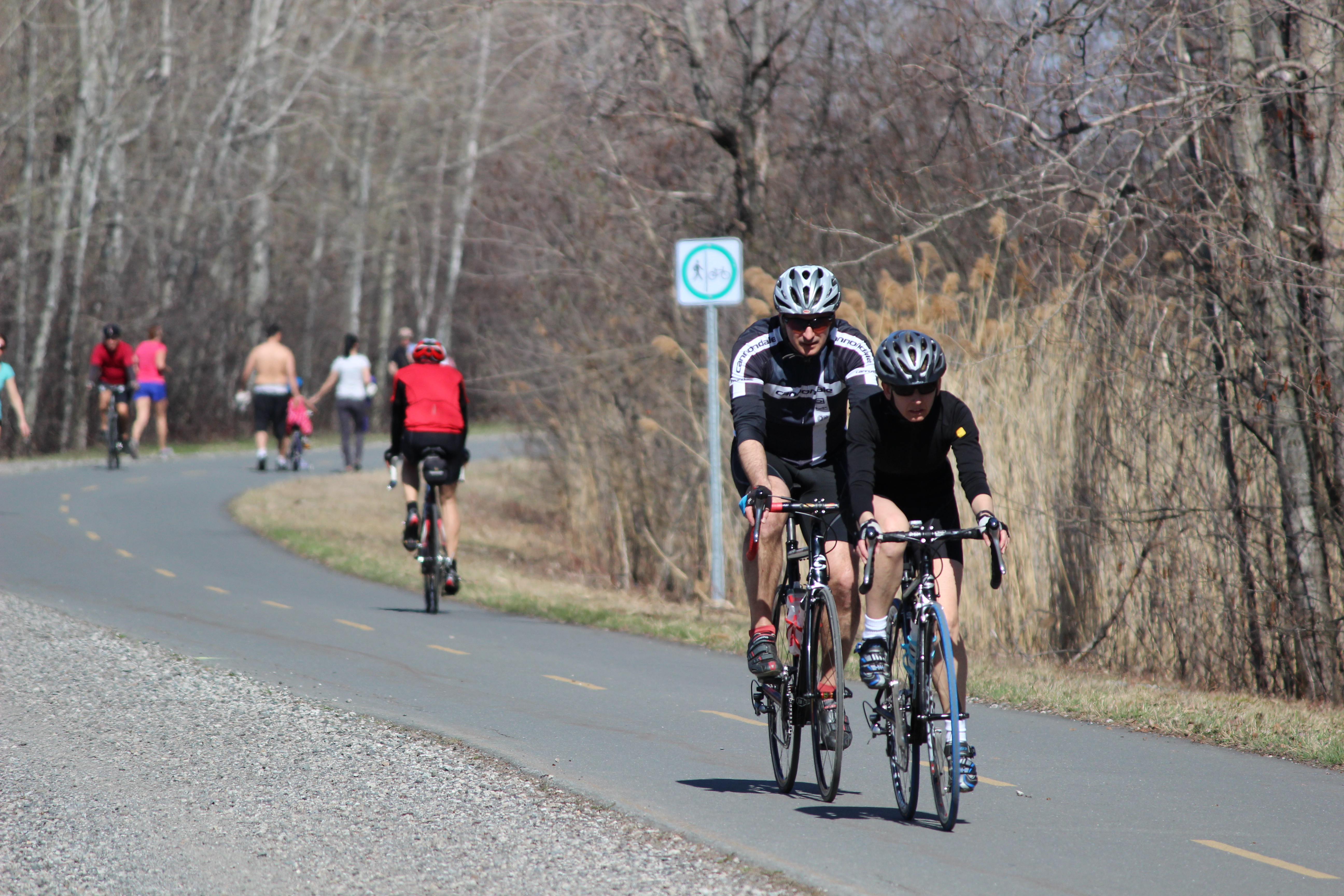
L'Estriade au sud du lac Boivin à Granby

L'Estriade est une piste cyclable asphaltée des Cantons-de-l'Est au Québec, Canada, située aux limites de la région administrative de l'Estrie, d'où elle tire son nom. Elle a été construite sur le tracé d'un ancien chemin de fer. 
Partie de la Route verte du Québec et longue de 56 km en 2019-2020, elle va de l'ancienne gare de Granby (aujourd'hui connue sous le nom de Vélo Gare) jusqu'au lac de Waterloo. On peut y faire de la marche, du vélo et du patin à roues alignées. Le stationnement est gratuit (à la Vélo Gare de Granby). 
En incluant les pistes cyclables qui mènent aux villes voisines, elle est longue de 97 km.